# 201 Baza Wojskowa
201 Gatczyńska Baza Wojskowa odznaczona dwukrotnie Orderem Czerwonego Sztandaru i Orderem Żukowa (ros. 201-я Гатчинская ордена Жукова дважды Краснознамённая военная база) – jednostka wojskowa Sił Zbrojnych Federacji Rosyjskiej. Największa pod względem stanu osobowego rosyjska baza wojskowa.
Baza wchodzi w skład Centralnego Okręgu Wojskowego.

## Historia i szlak bojowy

### 201 Dywizja Strzelecka
Rozkazem Naczelnego Dowództwa 1 czerwca 1943 w rejonie tosnieńskim obwodu leningradzkiego z brygad bezpieczeństwa wewnętrznego Leningradu, brygady pogranicznej i samodzielnych jednostek brygady piechoty morskiej Floty Bałtyckiej, która broniła Leningradu od 1941, sformowano 201 Dywizję Strzelecką.
Chrzest bojowy dywizja otrzymała w 1944 w walkach o wyzwolenie Gatczyny. W ramach Frontu Leningradzkiego jednostki dywizji wyzwoliły ponad 55 osad i zdobyły miasto Gatczyna, rozkazem Naczelnego Wodza nr 012 z dnia 27 stycznia 1944 otrzymując honorowe imię „Gatczyńska”.
W dniach 11–13 lutego 1944 w ramach Frontu Leningradzkiego dywizja brała udział w natarciu – po pokonaniu 134 kilometrów przekroczyła z marszu rzekę Ługę i zdobyła miasto Ługa, za co rozkazem Naczelnego Wodza nr 0143 z dnia 29 maja 1944 otrzymała Order Czerwonego Sztandaru.
W kwietniu-lipcu 1944 brała udział w operacji narwskiej, walczyła na przyczółku narwskim i wyzwoliła miasto Narwa. Od września do października 1944 toczyła zacięte walki, zajmując Estonię i Łotwę wraz z jej stolicą Rygą. Następnie do 1945 prowadziła działania bojowe w krajach nadbałtyckich, uczestnicząc w likwidacji zgrupowania kurlandzkiego. Dzień Zwycięstwa obchodziła w łotewskim porcie Kandava. Za udział w bitwach II wojny światowej 3 żołnierzy dywizji otrzymało tytuł Bohatera Związku Radzieckiego, 13 otrzymało Order Lenina, 107 – Order Czerwonego Sztandaru, 174 – Order Wojny Ojczyźnianej I stopnia; 253 – order Wojny Ojczyźnianej II stopnia, 1260 – Order Czerwonej Gwiazdy, 310 – Order Sławy III stopnia, 3687 – Medal „Za Odwagę”, 2753 – Medal „Za Zasługi Bojowe”.
Od maja do lipca 1945 dywizja stacjonowała na północny zachód od łotewskiego miasta Tukums, a od sierpnia 1945 była transportowana sześcioma eszelonami wojskowymi na trasie Tukums – Jełgawa – Smoleńsk – Riażsk – Penza – Kujbyszew – Czkałow (współczesny Orenburg) – Aktiubińsk – Taszkient – Samarkanda; do 18 października 1945 skoncentrowana została w mieście Duszanbe (Tadżycka SRR), wchodząc w skład oddziałów Turkiestańskiego Okręgu Wojskowego. Tam jako 201 Dywizja Zmechanizowana stacjonowała do grudnia 1979, zajmując się planowym szkoleniem bojowym.

### 201 Dywizja Zmechanizowana
W grudniu 1979 jednostki dywizji postawiono w stan pogotowia, zmobilizowano do stanów wojennych i przeprowadzono koordynację bojową, po czym przerzucono je do miasta Termez w Uzbeckiej SRR, gdzie weszły w skład 40 Armii. W lutym 1980 dywizja w ramach Ograniczonego Kontyngentu Wojsk Radzieckich wkroczyła na terytorium Demokratycznej Republiki Afganistanu. Dywizja brała udział w rajdach i działaniach bojowych w prowincjach Kunduz, Takhar, Balkh, Baghlan, Samangan.
W maju 1985 dekretem Prezydium Rady Najwyższej ZSRR dywizja została odznaczona drugim Orderem Czerwonego Sztandaru.
W lutym 1989 dywizja została wycofana z Afganistanu i rozmieszczona na terytorium Tadżyckiej SRR w miastach Duszanbe, Kurgan-Tyube i Kulyab. Za walki w Afganistanie 2 żołnierzy dywizji otrzymało tytuł Bohatera Związku Radzieckiego, 6 otrzymało Order Lenina, 47 – Order Czerwonego Sztandaru, 2040 – Order Czerwonej Gwiazdy, 332 – Order „Za służbę Ojczyźnie w Siłach Zbrojnych ZSRR”, 2129 – Medal „Za Odwagę”, 3482 – Medal „Za Zasługi Wojskowe”, 6983 – odznaczenia Demokratycznej Republiki Afganistanu.
Od 1992 do 1996 w warunkach konfliktu wewnątrzpaństwowego w Republice Tadżykistanu dywizja realizowała zadania zapewnienia porządku publicznego, ochrony najważniejszych obiektów wojskowych i państwowych w Republice Tadżykistanu, zabezpieczała przejścia graniczne. Za działania w ramach stanu wyjątkowego w Republice Tadżykistanu jeden żołnierz otrzymał tytuł Bohatera Federacji Rosyjskiej, 15 odznaczono Orderem Męstwa, 13 Orderem „Za zasługi wojskowe”, 1 został odznaczony Medalem Orderu „Za zasługi dla Ojczyzny” II stopnia, 9 – Medalem „Za Odwagę”, 26 – Medalem Suworowa, 42 – Medalem „Za umacnianie współpracy bojowej”.

### Współcześnie
W czerwcu 2004 roku w Soczi zostało podpisane porozumienie rosyjsko-tadżyckie, wskutek którego ochronę granic powierzono żołnierzom Tadżykistanu, 201. Dywizja Zmechanizowana została przeniesiona do nowej bazy, a także zredukowano dług tadżycki wynoszący 300 mln dolarów. Baza została rozmieszczona w trzech miastach, nieopodal Duszanbe, w Kurgonteppa oraz Kulob.
Dekretem Prezydenta Federacji Rosyjskiej nr 1055 z 5 września 2005 roku 201 Dywizja Zmechanizowana została przemianowana na 201 Bazę Wojskową. W 2010 na podstawie zarządzenia Szefa Sztabu Generalnego Sił Zbrojnych Federacji Rosyjskiej 201 Baza Wojskowa została przeformowana do struktury brygadowej.
W 2012 baza została odznaczona Orderem Żukowa.
1 grudnia 2016 na podstawie zarządzenia Szefa Sztabu Generalnego Sił Zbrojnych Federacji Rosyjskiej baza została ponownie przeformowana do struktury brygadowej. Dyslokacja bazy to Duszanbe i Kurgan-Tube, liczebność ponad 6000 personelu wojskowego, pełniącego służbę głównie na podstawie kontraktu. Roczna służba wojskowa na podstawie kontraktu w Republice Tadżykistanu przeliczana jest za 3 lata służby na terytorium Rosji. Jednocześnie personel wojskowy wszystkich kategorii otrzymuje podwójny dodatek pieniężny. Płaca minimalna żołnierza kontraktowego wynosi około 30 000 rubli.
W skład bazy wchodzą dwa poligony (Lyaur i Sambuli) oraz piechota zmechanizowana, artyleria, jednostki rozpoznania, obrony przeciwlotniczej i inne; od września 2015 włączono grupę lotniczą. Baza jest największą rosyjską formacją wojskową poza granicami Federacji Rosyjskiej. Na terenie obozu wojskowego w Duszanbe od maja 2007 działa świątynia-kaplica Iwerskiej Ikony Matki Bożej, zbudowana z datków personelu bazy wojskowej i przy udziale sponsorów z Rosji. W budowie brali udział nie tylko chrześcijanie, ale także przedstawiciele innych wyznań religijnych. Baza posiada własne centrum radiowo-telewizyjne z redakcją programów telewizyjnych i radiowych „TV-201”, które nadają na terenie bazy; ukazuje się także gazeta „Soldat Rossii”, która od 1943 uważana jest za następcę prawnego gazety dywizyjnej „Krasnoarmejskoje Słowo”.